# Йохо, Тед
Теодор Скотт «Тед» Йохо (англ. Theodore Scott «Ted» Yoho, 13 апреля 1955, Миннеаполис, Миннесота) — американский политик-республиканец. С 2013 года — член Палаты представителей США.
В возрасте 11 лет Тед Йохо переехал с родителями в штат Флорида. Получил степень бакалавра в области сельского хозяйства в Университете Флориды. Он также учился в Колледже ветеринарной медицины Университета Флориды. Йохо работал ветеринаром в течение 28 лет. Является членом Американской ветеринарной медицинской ассоциации, Ветеринарной медицинской ассоциации Флориды и Национальной стрелковой ассоциации.